# حبيب قلبي (فلم)
فيلم سينمائي مصري من إنتاج العام 1952، ويعتبر أول وأخر ظهور سينمائي للملحن رياض السنباطي.

## قصة الفيلم
سمير وفتحي صديقان ، سمير (رياض السنباطي) موسيقي شهير وفتحي (محسن سرحان) يعمل موظفًا في وظيفة متواضعة. يقابل فتحي - ناهد (هدى سلطان) التي تمتلك صوتًا جميلًا ويقدمها لصديقه سمير لكي يكتشفها، يعجب بها سمير، ويقرر أن يلحن لها وأن يتزوجها، إلا أنه يتذكر حبها لـفتحي، فيتراجع عن قراره، ويتزوج فتحي من ناهد وبعد فترة يتوهم وجود علاقة بين ناهد وسمير وتبدأ الشكوك تسيطر على تفكيره.

## فريق العمل
قصة وسيناريو وحوار: يوسف جوهر
إخراج: حلمي رفلة
مخرج مساعد: عاطف سالم
موسيقى وألحان: رياض السنباطي
مؤلف أغاني الفيلم: حسين السيد
مؤلف استعراض «بتبكي ليه يا نغم» صالح جودت

## بطولة
هدى سلطان بدور ناهد
رياض السنباطي بدور سمير
محسن سرحان بدور فتحي
تحية كاريوكا
وداد حمدي
فردوس محمد
لطفي الحكيم
نادية الشناوي
إبراهيم حشمت

## وصلات خارجية
- مقالات تستعمل روابط فنية بلا صلة مع ويكي بيانات